# 占部大観堂製薬
占部大観堂製薬株式会社（うらべたいかんどうせいやく、URABE-TAIKANDO.Co.LTD.）は、福岡県直方市に本社を置く健康食品・サプリメントの受託製造加工（OEM・PB）の製造販売業者である。

## 略歴
寛政二年（1790年）松平定信の時代に 前身、山名家が製薬業を創業して以来、九州は福岡県で200年以上続く、漢方の老舗
地元には占部家三代目の「占部三折（うらべさんせつ）」の石碑もある。
※ちなみに福岡市中央区にある「占部医院（内科　循環器内科）」は占部家の子孫が経営する病院

## 占部の『黄胖丸』
占部の『黄胖丸（おうはんがん）』は、かつては九州の五大名薬の一つに数えられ、江戸末期の漢方医、香月牛山の書物にもその処方が登場している（現在は製造されていない）。

## 年表
1957年　　福岡県直方市上境に北九州製薬有限会社として法人化
1977年　　占部大観堂製薬有限会社に社名変更
1996年　　占部大観堂製薬株式会社に組織変更
2002年　　本社・工場を福岡県直方市大字知古に移転
2016年　　「100年経営の会」主催（共催：日刊工業新聞社）の第2回『優良100年企業表彰』（九州・沖縄地区）を受賞
2017年　　現所在地に新本社工場を竣工・操業開始。

## 認証・許可
医薬品製造販売業、医薬部外品製造販売業、化粧品製造販売業、医薬品販売業、有機JAS、HACCP（TQCSI）、菓子製造業

## 設備内容
製剤：混合器、造粒機、打錠機、ハードカプセル充填機、乾燥機など
分包：スティックシール分包機、三方シール分包機
包装：全自動充填機、計数充填機、粉体充填機、ラベラー、シーラー、シュリンク包装機、印字機、金属探知機、オートチェッカーなど

## 現在の取扱品目
現在も医薬品部門として「赤玉止寫薬」「即効丸」（ともに腹薬）「母の友」（血の道の薬）などが九州一円の薬局・薬店などで取り扱われている（主にドラッグイレブンなど）。

## 通販部門（うらべのうらら）
ラジオ通販、インターネット通販などで自社商品を販売。
取扱品目は『黒胡麻にんにく』『千年老酢』『田七人参』『こつこつLIFE』『うらべの桑の葉青汁』など。
機能性表示食品では『うらべの血圧生活』『ルテイン&６種のベリー』など。
このほか、地元福岡県直方市のお米「ふくのこ」を使用した米粉パンケーキミックスなども販売している。